# Фоља (Тимиш)
Фоља (рум. Folea) насеље је у Румунији у округу Тимиш у општини Воитег. Oпштина се налази на надморској висини од 90 m.

## Прошлост
По "Румунској енциклопедији" место се помиње 1341. и 1349. године. У њему је 1717. године пописано 20 кућа. Православна црква брвнара Св. Николе грађена је 1786. године. Године 1846. парох Илија Жуманц је превео део православаца у "унију".
Аустријски царски ревизор Ерлер је 1774. године констатовао да место припада Брзавском округу, Чаковачког дистрикта. Становништво је било претежно влашко. Када је 1797. године пописан православни клир у месту су два свештеника. Парох поп Стефан Поповић (рукоп. 1768) и капелан поп Симеон Поповић знали су само румунски језик.
У Фољи је почетком 20. века било 68 Срба.

## Становништво
Према подацима из 2002. године у насељу је живело 541 становника.

### Попис2002.
| Расподела становништва по националности 2002.‍ | Расподела становништва по националности 2002.‍ | Расподела становништва по националности 2002.‍ | Расподела становништва по националности 2002.‍ | Расподела становништва по националности 2002.‍ |
| --------------------------------------------- | --------------------------------------------- | --------------------------------------------- | --------------------------------------------- | --------------------------------------------- |
|                                               |                                               |                                               |                                               |                                               |
| Румуни                                        | Румуни                                        |                                               | 475                                           | 88,1%                                         |
| Мађари                                        | Мађари                                        |                                               | 41                                            | 7,6%                                          |
| Роми                                          | Роми                                          |                                               | 14                                            | 2,6%                                          |
| Немци                                         | Немци                                         |                                               | 9                                             | 1,7%                                          |